# Национална класа (представа)
Национална класа је позоришна представа коју је режирала Ана Григоровић.
Премијерно приказивање било је 10. октобра 2014. године у позоришту ДАДОВ и представља прво извођење на сцени инспирисано култним истоименим филмом Горана Марковића.
Представа преиспитује југословенско наслеђе и Марковићево филмско остварење 35 година након његовог настанка. Више пута је извођена у Музеју историје Југославије.

## Улоге
| Лица | Глумци             |
| ---- | ------------------ |
|      | Жарко Младеновић   |
|      | Исидора Лукић      |
|      | Игор Илић          |
|      | Милица Божић       |
|      | Алекса Јовчић      |
|      | Невена Мијатовић   |
|      | Станко Курјаков    |
|      | Никола Сретеновић  |
|      | Анастасија Јоловић |
|      | Павле Малешевић    |
|      | Марија Зец         |
|      | Андреа Пјевић      |
|      | Ђорђе Мишина       |
|      | Јагош Милошевић    |